# Freske v Collegio del Cambio
Freske Collegio del Cambio so serija alegoričnih fresk v sprejemni sobi (Sala delle Udienze) v Collegio del Cambio v Perugii, ki jih je naslikal Perugino.

## Zgodovina
Leta 1452 je bil Arte del Cambio pooblaščen za postavitev sedeža blizu obrobja Palazzo dei Priori. Stavbo so zgradili med letoma 1452 in 1457. Leta 1496 so se odločili, da bodo Peruginu naročili okrasitev sprejemne sobe. Takrat je bil med najbolj iskanimi umetniki v Italiji, vodil je studie tako v Firencah kot v Perugii.
Pogodbo s slikarjem so podpisali 26. januarja 1496, čeprav je v glavnem cikel delal leta 1498, končal pa ga je leta 1500. Med njegovimi asistenti pri projektu sta bila Andrea d'Assisi in verjetno mladi Rafael za figuro Moč in obraz Salomona. 11. junija 1507 so mu plačali 350 zlatih dukatov. Giorgio Vasari ga je pohvalil v svojem Življenju umetnikov:
»To zelo lepo delo je bilo hvaljeno bolj kot katero koli drugo, ki ga je Pietro [Vanucci] naslikal v Perugii, danes pa ga prebivalci tega mesta cenijo kot spomin na zelo cenjenega predstavnika svoje domovine.«

## Opis
Tema cikla je skladnost med pogansko in krščansko modrostjo, ki jo je razvil humanist Francesco Maturanzio. Med ikonografskimi viri, za katere je bil slikar navdihnjen, so bili cikel Uomini illustri  (slavni možje) v sobi Giglio v Palazzo Vecchio v Firencah, delo Domenica Ghirlandaia (1481-1485) in freske v Palazzo Trinci v Folignu.
Med groteskami je na oboku predstavljena vrsta božanstev / planetov.
Okrasni program lunet se vrti okoli zmage štirih kardinalnih vrlin, utelešenih v vrsti zglednih figur antike in treh teoloških vrlin, na katere se nanašajo tri epizode v Kristusovem življenju.
Na desni steni je izoliran lik Katona, simbol modrosti. V prvi luneti sta Razumnost in pravičnost nad šestimi starodavnimi možmi. Na ločilnem stebru je Peruginov avtoportret s posvetilnim napisom. V drugi luneti sta Pogum in zmernost nad šestimi starodavnimi junaki.
Na zadnji steni sta v luneti Spremenjenje in Rojstvo Jezusa. Na desni steni Bog Oče v slavi med angeli in kerubi nad skupino s preroki in sibilami. Naslednji steber vsebuje karton med groteskami z datumom zaključka zaveze: Anno Salut. MD.

### Strop
Kot običajno se je dekoracija morala začeti iz oboka običajno križnega oboka, ki je bil poslikan v temperi, morda zato, ker ga je mojster našel že ometanega, kar je precej pospešilo izvedben čas. Šest trikotnih segmentov obdaja romb v obliki osrednjega jadra; v vsakem od njih je poosebitev boga / planeta, ki je povezan z zodiakalnimi znamenji in upodobljen na zmagoviti kočiji, ki jo med citati vlečejo različne živali. Prikazani so Saturn, Jupiter in Mars nad zadnjo steno, Apolon / Sonce v sredini, Merkur, Diana / Luna in Venero nad okensko steno.
Med temi figurativnimi upodobitvami je tudi gosta fantastična dekoracija, v kateri so jahači koz in panterjev, satiri, harpije, maske in erotične skupine, prav tako prevzete v spodnjih lesenih okraskih. Če je zasnovo oboka mogoče pripisati umetniku, sta izvedbo v veliki meri zaključila dva različna sodelavca, po vsej verjetnosti Pastura in Andrea d'Assisi, znana kot l'Ingegno. Vendar gre za dela z izjemno uravnoteženostjo in kakovostjo, ki potrjujejo stalni nadzor Perugina, ki ni dopuščal drugačnosti.

#### Spremenjenje
Nato se je okrasitev nadaljevala s petimi lunetami, ki zasedajo zgornjo polovico sten in so uokvirjene s tankim enobarvnim frizom in stebrički z groteskami.
Spremenjenje (226 x 229 cm), postavljena na gori Tabor, je simbolizirala vrlina vere. Shema fresk zajema številna druga Peruginova dela, v katerih je božanskost predstavljena v mandorli, ki lebdi nad spodnjim registrom, v tem primeru trije apostoli Janez Evangelist, sveti Peter in sveti Jakob Veliki, ki so videti zmerno presenečeni nad razodetjem božanske narave Jezusa. Na Kristusovi strani sta običajna prikaza prerokov Mojzesa in Izaije, upodobljena kleče v molilnem položaju. Na koncih mandorle so napisi: HIC EST FILIVS MEVS DILECTVS in DOMINE BONVM EST NOS HIC ESSET.
Glave treh apostolov so izjemno lepe, drobna telesa so precej markantna. V obraz sv. Jakoba, z množicami barv, ki skorajda prevzamejo plastično vrednost in določen način razmejevanja delov v svetlobi in tistih v senci, smo želeli videti roko mladega Rafaela.

#### Rojstvo
Rojstvo ali Čaščenje otroka (264 x 225 cm) povzema alegorijo dobrote. Tudi v tem primeru je prizor postavljen na podlagi repertoarja umetnikovih prejšnjih del, zlasti izgubljenega Rojstva v Sikstinske kapele z glavnimi figurami v ospredju in teme osrednjega portika, ki gledalčev pogled vodi v daljavo, proti umirjeni jezerski pokrajini. Otrok leži na tleh med svetim Jožefom in Marijo v čaščenju, medtem ko je za njim nekaj klečečih pastirjev, katerih palice omogočajo, da se linije sile približujejo otroku. Na levi je še ena skupina pastirjev z jato v ozadju, na desni pa vol in osel. Zgoraj pod loki trije angeli pojejo hvalnice, kot je zapisano v napisu z zlatimi črkami:  GLORIA IN EXCELSIS DEO.
Prizor je podoben Križanju bratovščine Sant'Agostino, ki ga je naslikal sedemnajstletni Rafael, zlasti v treh angelih in v pokrajini. V glavnih figurah je zgoščevanje kontur in bolj plastično upodabljanje volumnov, zaradi katerih smo pomislili na posredovanje mladega asistenta Perugina, ki je kasneje postal eden največjih mojstrov italijanske renesančne umetnosti. Te plastične trdnosti manjka, na primer v Čaščenje Treh kraljev v Città della Pieve, ki ga je Perugino naslikal leta 1504.

### Bog oče med angeli nad skupino s preroki in Sibilami
Luneta s sliko Bog oče med angeli nad skupino s preroki in Sibilami (229x370 cm), alegorija Upanja, predstavlja shemo drugih dveh lunet teoloških vrlin, s spodnjim registrom stoječih likov in zgornjim registrom, v tem primeru zasedenih z večnim blagoslovom v svetleči avreoli, obkrožen s kerubini, serafi in dvema plapolajočima angeloma, prav tako povzet iz umetnikovega repertoarja. Pokrajina s tipičnimi umbrijskimi griči, posejanimi z drevesi, brez prostora in brezčasna, se meri proti sredini, kar ustvarja učinek odprte doline, ki gledalčevo oko strni v središče upodobitve. Preroki in Sibile so razdeljeni v dve simetrični skupini, napisi na dnu pa pomagajo prepoznati like, pa tudi kartušee, ki jih nosijo v rokah z odlomki iz prerokb. Z leve strani srečamo Izaija, Mojzesa, Daniela, kralja Davida, Jeremijo in Salomona, nato pa sibile Eritreja, Persica, Kumana, Libica, Tiburska Sibila in Pitija.
Je edina luneta, v kateri je bila pripravljalna risba reproducirana z graviranjem in ne s prašenjem, ki se uporablja v vseh drugih prizorih. Kompozicijska postavitev je v primerjavi z ostalimi prizori manj shematična in slikovno risanje bolj tekoče, morda zaradi uporabe različnih rok ali morda zaradi časovne oddaljenosti pri realizaciji. Od 17. stoletja se domneva tudi prisotnost mladega Rafaela, četudi je takrat slikar iz Urbina, zelo mlad učenec Perugina, fazo svoje umetnosti živel pod strogim upoštevanjem mojstra.

### Razumnost in pravičnost nad šestimi antičnimi modreci
Tudi luneta z Razumnostjo in Pravičnostjo nad šestimi antičnimi modreci (293 x 418 cm) je simetrično postavljena. Vrlini sedita nad oblaki s svojimi atributi, ki jih na obeh straneh obdajajo putti, ki držijo zvitke z napisi. Spodaj lahko vidimo od spodaj vpisana imena Fabij Maksim, Sokrat, Numa Pompilij, Camillo, Pitakos in Trajan.

### Pogum in zmernost nad šestimi starodavnimi junaki
Pogum in Zmernost nad šestimi antičnimi junaki (291x400 cm) ima vzorec, podoben prejšnjemu. Šest junakov izstopa po bogastvu okrasnih oklepov in oblačil z razkošno dodelanimi grbi in klobuki. To so z leve Lucij Licinij kras, Leonidas, Horacij Kokles,  Scipion, Periklej in Cincinnatus.
Obe luneti modrecev in junakov predstavljata vrhunec slikarjevega klasicizma, dosežen z mehkim modeliranjem, svetlo in bogato paleto.

### Avtoportret
Na vmesnem stebru leve stene je slika, obešena med trakovi in koralnimi ogrlicami, z učinkom trompe l'oeil. Tu je znameniti avtoportret slikarja (40 x 30,5 cm) in napis, ki priča o zadovoljstvu z doseženo slavo: PETRUS PERUSINUS EGREGIUS / PICTOR / PERDITA SI FUERAT PINGENDI / HIC RETTULIT ARTEM / SI NUSQUAM INVENTA EST / HACTENIT IPSE ("Pietro Perugino, ugledni slikar. Če se je slikarska umetnost izgubila, jo je spet našel. Če še ni bila izumljena, jo je povzel do te točke." Aluzija je v tem času zelo priljubljena razprava o superiornosti starih ali modernih; ker je bilo znanih zelo malo sledi starodavnega slikarstva, ki so jih citirali viri, je bila dilema ali je renesančnim slikarjem že uspelo premagati antične ali pa so že šli dlje, bolje kot kdaj koli prej.
Poskrbljeno je za fizične in psihološke podrobnosti avtoportreta. Obraz je zaobljen, z rdečimi lici, tankimi ustnicami, skodranimi lasmi, dvojno brado in jamico.

## Slog
Dekoracija Collegio del Cambio je bila vsekakor mojstrovina, kjer se literarni, humanistični in klasični koncepti prenašajo v harmonične in umirjene podobe, ki se ritmično izmenjujejo v trendu, ki spominja na glasbeno kompozicijo. Barve so svetle, a pametno usklajene, z uporabo kontrastov, kot je oranžna v kombinaciji z zeleno, rumena z modro, roza znova z zeleno. Tehnika prikazuje potezo čopiča, ki deli svetlobo na neskončne segmente, ki vibrirajo, se razgradijo in prekomponirajo v končnem učinku. Gledališka razsvetljava in proučena perspektiva sta sodobnika vzbudila močna čustva. Zelo kakovostna fresko poslikava omogoča nešteto detajlov dodelave, ki niso manjši od tistih, ki jih je mogoče dobiti na lesu.
Pokrajina je na splošno poenostavljena in figure pogosto preprosto sestavljene (Parataxis), kar ustvarja simetrične vzorce. Sence na tleh so ostre in postave likov pogosto elegantne.
Tu pa so očitne tudi meje Peruginove umetnosti: ponavljanje kompozicijskih shem iz repertoarja in težave pri predstavljanju dinamičnih pripovednih prizorov.